# Strage di Mamasapano
La strage di Mamasapano venne commessa il 25 gennaio 2015 nella città filippina di Mamasapano, in seguito a uno scontro tra le forze speciali della Polizia Nazionale Filippina (Special Action Force o SAF) e i gruppi terroristici islamisti del MILF e BIFF. Anche diversi membri del Jemaah Islamiyah furono sospettati di aver partecipato alla battaglia contro le forze dell'ordine.
Il territorio di Mamasapano era da tempo noto per essere uno dei numerosi covi di diversi gruppi ribelli attivi a Mindanao.
Nel gennaio 2015 le forze speciali diedero inizio a un'operazione con l'obiettivo di catturare Abdul Basit Usman e Zulkifli Abdhir, meglio noto con lo pseudonimo di Marwan. Quest'ultimo era un terrorista malese esperto di esplosivi e bombe, rifugiatosi nella città filippina di Mamasapano per via di una taglia di 5 000 dollari imposta su di lui da parte del Dipartimento di Stato degli Stati Uniti. Marwan, incluso nella lista dei criminali più ricercati dall'FBI e stabilitosi nelle Filippine nel 2003, fu ucciso in un attacco a sorpresa da parte di membri del SAF il 25 gennaio. Pochi istanti dopo l'uccisione di Marwan si verificò uno scontro della durata di quasi dodici ore tra le forze speciali e alcuni gruppi terroristici islamisti, sospettati di aver offerto protezione e riparo al criminale malese, che culminò con la morte di 67 persone, 44 delle quali agenti della polizia filippina. Secondo il comandante delle forze speciali Getulio Napeñas, l'incidente provocò 250 caduti fra poliziotti e membri dei gruppi islamisti, sebbene ciò non sia mai stato confermato; nonostante le affermazioni di Napeñas, dopo lo scontro non fu ritrovata una tale quantità di corpi e non vi fu alcuna prova a supporto delle sue parole, come confermato anche dal MILF e dal governo locale di Mamasapano. L'altro obiettivo della missione, Abdul Basit Usman, riuscì a fuggire dal luogo dello scontro.
L'incidente è considerato l'evento che ha causato la più grande perdita di forze dell'ordine nella storia filippina. La strage di Mamasapano destò impressione e sdegno a livello nazionale e internazionale per via dell'elevato numero di poliziotti rimasti uccisi. L'operazione iniziale fu chiamata Oplan Exodus, chiamata erroneamente Oplan Wolverine dai media locali. Il nome si riferisce a tre dei precedenti nove tentativi di catturare Marwan, Oplan Wolverine 1, 2 e 3, lanciate rispettivamente dal PNP-SAF nel dicembre 2012, marzo e maggio 2014. Nel 2014 era stato siglato un accordo di pace tra il governo filippino e il MILF, dopo decenni di guerra tra i due fronti. In seguito all'attentato di Mamasapano furono rivolte pesanti critiche al Presidente delle Filippine Benigno Aquino III e alla sua gestione dell'incidente, nonché alla proposta di approvare la legge fondamentale sul Bangsamoro (Bangsamoro Basic Law o BBL).
Il Capo di Stato delle Filippine fu inoltre discreditato per aver posto Alan Purisima, allora direttore della Polizia Nazionale Filippina sospeso per via di accuse di corruzione, al comando della missione fatale. Conseguentemente alla strage, il Congresso filippino bloccò temporaneamente il BBL, ostacolando parzialmente i processi di pace tra il governo e il MILF, fortemente sostenuti dall'amministrazione di Aquino.
Per via dell'importanza attribuita dagli Stati Uniti alla cattura di Marwan, diverse teorie ipotizzarono un coinvolgimento americano nell'operazione. Il governo di Benigno Aquino III, tuttavia, negò qualsiasi forma di partecipazione da parte di Washington.
Attraverso un test del DNA, l'FBI identificò il corpo dell'uomo ucciso dalle truppe del SAF, affermando che si trattava effettivamente del terrorista malese ricercato da tempo.

## Storia

### Il contesto
Gli scontri tra il governo filippino e il Fronte di Liberazione Nazionale Moro (Moro National Libération Front o MNLF), guidato da Nur Misuari, nacquero alla fine degli anni sessanta durante la presidenza di Ferdinand Marcos in seguito a una presunta strage da parte dell'esercito filippino nei confronti di musulmani di etnia moro, il massacro di Jabidah. L'obiettivo del MNLF era la secessione dalle Filippine e la creazione di uno Stato islamico comprendente le Isole Sulu, Mindanao e Palawan. I conflitti tra governo e MNLF proseguirono anche durante gli anni settanta sino all'intervento del Capo di Stato libico Muʿammar Gheddafi, il quale fece da mediatore e permise di raggiungere un armistizio attraverso l'Accordo di Tripoli del 1976. Quest'ultimo imponeva al gruppo islamista di cessare le armi, in cambio del riconoscimento da parte del governo di Marcos di una regione semi-autonoma all'interno di Mindanao. Tale accordo, tuttavia, fu rispettato solo formalmente.
Il Trattato di Tripoli generò scontento in alcuni uomini del MNLF. Uno di essi, Hashim Salamat, guidò un gruppo di 57 ufficiali e lo chiamò con il nome "La Nuova Leadership", portando alla loro espulsione nel dicembre 1977 dal MNLF su ordine di Misuari. Dopo l'allontanamento, Salamat e i suoi uomini si recarono prima a Il Cairo, Egitto, e poi a Lahore, Pakistan, nel 1980, dove furono impegnati in attività diplomatiche. Questo gruppo riemerse formalmente nel 1984 con il nome di Fronte di Liberazione Islamico Moro (Moro Islamic Liberation Front o MILF). In seguito alla sua creazione, il MILF ottenne grande supporto da parte di Gheddafi.

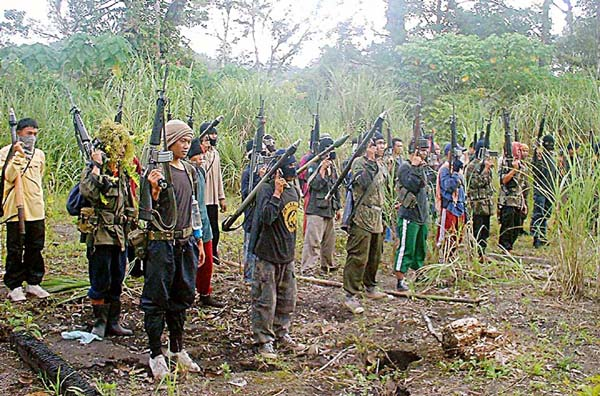
Guerriglieri islamisti nella regione di Mamasapano nel 1999.

Nonostante l'intervento di Gheddafi, i conflitti tra governo e MNLF non cessarono completamente. Nel gennaio 1987 l'amministrazione di Corazon Aquino offrì al gruppo la gestione di una territorio semi-autonomo noto come Regione Autonoma nel Mindanao Musulmano o ARMM, e l'offerta fu accettata dal MNLF. Tuttavia, il MILF rifiutò la proposta di Aquino e continuò con le sue attività di insurrezione contro il governo filippino. Nel luglio 1997 fu raggiunto un armistizio fra il governo di Fidel V. Ramos e il MILF, ma fu tuttavia annullato nel 2000 dall'esercito filippino durante la presidenza di Joseph Estrada. Estrada si rivelò un grande oppositore del MILF e dichiarò guerra totale contro il gruppo islamista. In risposta, quest'ultimo dichiarò un jihād offensivo nei confronti del governo filippino. Nel corso dell'amministrazione di Gloria Macapagal-Arroyo, il governo stabilì un nuovo armistizio con il MILF e intraprese nuove trattative di pace.
Le trattative iniziate da Gloria Arroyo furono continuate durante il governo di Benigno Aquino III, figlio di Corazon Aquino. Aquino si rivelò sin da subito contrario alla guerra con il MILF e sostenne con veemenza i processi di pace con il gruppo. Di conseguenza nel 2014 fu raggiunto un accordo di pace con il governo filippino e il MILF cessò le proprie operazioni di insurrezione, che si protraevano da decenni. Inoltre, Aquino richiese con insistenza l'approvazione della legge fondamentale sul Bangsamoro (Bangsamoro Basic Law o BBL) da lui ideata, la quale non considerava più il MILF come una minaccia alla sicurezza nazionale, ma come un alleato e si proponeva di affidare ai musulmani di etnia moro una regione autonoma che potesse sostituire la già esistente Regione Autonoma nel Mindanao Musulmano. La proposta ottenne consenso anche da parte del MNLF.

### Le operazioni precedenti all'Oplan Exodus

Zulkifli Abdhir, meglio noto con il nome di Marwan, in una foto del 2000.

Sin dall'elezione a Presidente di Benigno Aquino III avvenuta nel 2010, la Polizia Nazionale Filippina ha organizzato un totale di dieci operazioni, incluso l'Oplan Exodus implementato il 25 gennaio 2015, tutte aventi lo scopo di catturare l'esperto di bombe malese Zulkifli Abdhir, meglio noto con lo pseudonimo di Marwan. L'Oplan Exodus, ultima delle dieci operazioni, fu l'unica azione terminata con successo e risultò nella morte di Marwan in seguito a un conflitto nella sua residenza segreta locata nella cittadina di Mamasapano.
| Operazione (Oplan) | Luogo                   | Data di implementazione | Risultato                                          |
| ------------------ | ----------------------- | ----------------------- | -------------------------------------------------- |
| Pitas              | Parang, Sulu            | dicembre 2010           | Eseguita, obiettivo non raggiunto                  |
| Smartbomb          | Butig, Lanao del Sur    | luglio 2012             | Eseguita, obiettivo non raggiunto                  |
| Wolverine          | Mamasapano, Maguindanao | dicembre 2012           | Missione abortita                                  |
| Cyclops            | Marawi                  | aprile 2013             | Eseguita, obiettivo non raggiunto                  |
| Cyclops 2          | Marawi                  | giugno 2013             | Missione abortita                                  |
| Wolverine 2        | Mamasapano, Maguindanao | marzo 2014              | Missione abortita                                  |
| Wolverine 3        | Mamasapano, Maguindanao | maggio 2014             | Missione abortita                                  |
| Terminator         | Mamasapano, Maguindanao | novembre 2014           | Missione abortita                                  |
| Terminator 2       | Mamasapano, Maguindanao | dicembre 2014           | Missione abortita                                  |
| Exodus             | Mamasapano, Maguindanao | gennaio 2015            | Obiettivo primario raggiunto - uccisione di Marwan |

### Lo scontro di Mamasapano
Diversi agenti delle forze speciali testimoniarono su ciò che accadde nel corso dello scontro con i ribelli:
(Testimonianza di uno degli agenti delle forze speciali sopravvissuti allo scontro di Mamasapano)
(Testimonianza dell'agente Hamidhan Tebbeng)
| Morti ufficiali                     | Morti ufficiali |
| ----------------------------------- | --------------- |
| Special Action Force                | 44              |
| Bangsamoro Islamic Freedom Fighters | 5               |
| Moro Islamic Liberation Front       | 18              |
| Totale                              | 67              |

Poco prima dell'alba del 25 gennaio 2015, tre plotoni delle forze speciali filippine (Special Action Force o SAF) entrarono nel quartiere di Tukanalipao, Mamasapano, noto covo delle guerriglie islamiste, con l'obiettivo di catturare due terroristi fra i più ricercati dagli Stati Uniti e affiliati al gruppo Jemaah Islamiyah: Zulkifli Abdhir (noto anche come Marwan) e Abdul Basit Usman. Le truppe del SAF circondarono una capanna dove si pensava fosse nascosto Marwan. Un uomo che si credeva fosse Marwan, il quale si trovava all'interno della capanna, scambiò colpi d'arma da fuoco con le truppe e in seguito a una breve battaglia fu ucciso per via di una ferita da proiettile al torace. Il SAF pensò inizialmente di prelevare il suo corpo per poterlo in seguito identificare, ma i colpi di arma da fuoco allarmarono truppe dei Combattenti per la Libertà del Bangsamoro Islamico (Bangsamoro Islamic Freedom Fighters o BIFF) e del MILF presenti nella vicinanze che si recarono immediatamente nel luogo dell'uccisione. Questi due gruppi erano sospettati di aver collaborato con il terrorista e di avergli offerto riparo e protezione, nascondendolo dalle forze dell'ordine filippine. Conseguentemente, il SAF non ebbe tempo di ritirare il corpo dell'uomo: gli tagliarono l'indice della mano per le impronte digitali e gli scattarono una foto, per poi lasciare il corpo dove era riposto. Verso le 04:15 circa (UTC/GMT +8) le forze speciali incominciarono a scontrarsi con i gruppi islamisti nemici nei pressi della capanna in cui era avvenuta l'uccisione dell'uomo. Alle 06:18 un breve SMS fu inviato dal comandante delle forze speciali impegnate in battaglia al direttore del SAF Getulio Napeñas, informandolo che erano stati attaccati di sorpresa. La battaglia tra SAF e i ribelli armati si svolse principalmente tra i campi di mais nei pressi del nascondiglio di Marwan e Basit Usman. Nonostante le richieste di soccorso da parte delle truppe impegnate nella battaglia, i rinforzi da parte dell'esercito filippino arrivarono solamente diverse ore dopo. Nel corso dei combattimenti con i ribelli islamisti, molti agenti impegnati nella battaglia finirono le proprie munizioni e terminarono per essere lentamente sopraffatti dal gran numero di forze nemiche. Lo scontro durò sino alle 16:00 circa e provocò la morte di 67 persone, tra cui 44 membri del SAF, 18 uomini del MILF e 5 del BIFF. All'arrivo dell'esercito filippino, diverso tempo dopo che la battaglia era terminata, furono ritrovati i cadaveri degli agenti delle forze speciali deprivati delle loro armi e altri oggetti, alcuni di essi con ferite che indicavano un'uccisione da posizione ravvicinata.
Il 4 febbraio 2015, l'FBI confermò che il DNA prelevato dal dito dell'uomo corrispondeva a quello del fratello di Marwan detenuto in una prigione degli Stati Uniti, dimostrando che si trattava effettivamente del terrorista malese.
Un portavoce del MILF accusò gli squadroni del SAF di aver incominciato la battaglia, dichiarando che il loro fu solamente un gesto di auto-difesa, e invitò inoltre il governo filippino a proseguire le trattative di pace con il gruppo islamista.
Abu Misri Mama, portavoce del BIFF, affermò che il rapporto tra il suo gruppo e quello del commando del MILF guidato dall'Ustadz Zacaria Guma era positivo. Riguardo al rapporto tra BIFF e MILF, Mama si espresse semplicemente con le seguenti parole: «Siamo tutti una famiglia.» Disse inoltre che non era presente alcuna distinzione tra i membri dei due gruppi e che tutti i componenti erano fra di loro legati da rapporti di amicizia oppure parentela. Si teorizzò che l'unità controllata da Guma si fosse scontrata con le forze del MILF in alcune circostanze, per risolvere dispute come rivalità interne tra clan. Inoltre, sempre secondo queste teorie, Guma non era in buoni rapporti con gli altri membri del MILF, i quali considerava come munafiq oppure "ipocriti".
Secondo un ufficiale dei servizi segreti militari, che rilasciò la sua testimonianza in anonimato, il capo del BIFF Ameril Umbra Kato ordinò l'uccisione dei membri delle forze speciali al suo gruppo e ai componenti del MILF che collaborarono con loro. L'ufficiale affermò inoltre di aver sentito Kato ordinare: «Non lasciate nessuno vivo e prendete tutte loro armi, munizioni e oggetti personali.» Tale teoria fu confermata dalla testimonianza di un colonnello dell'esercito filippino, il quale rilasciò anch'egli la sua testimonianza in anonimato. Secondo quest'ultimo, gli agenti sopravvissuti allo scontro trovati ancora vivi nel campo di battaglia dai ribelli furono uccisi da alcuni membri del BIFF.
Un agente sopravvissuto alla strage affermò che i ribelli prelevarono le uniformi e gli strumenti di visione notturna dai corpi dei poliziotti, nonché le loro armi, queste ultime utilizzate per uccidere le forze dell'ordine accasciate a terra sopravvissute allo scontro.
Alcune teorie accusarono un gruppo privato guidato da Bahnarin Ampatuan di aver partecipato alle uccisioni dei membri delle forze speciali. Bahnarin Ampatuan, fratello del Sindaco di Mamasapano Benzar Ampatuan, fu implicato anche nel massacro di Maguindanao. I due fratelli Ampatuan furono candidati opposti nelle elezioni del 2010. Ciononostante, Benzar Ampatuan espresse i propri dubbi riguardo alla presunta partecipazione di suo fratello, ritenendo che quest'ultimo non avrebbe collaborato con gruppi come il BIFF o persone come Abdul Basit Usman, poiché in passato essi avevano tentato di assassinare il loro nonno.

## Vittime

### Special Action Force

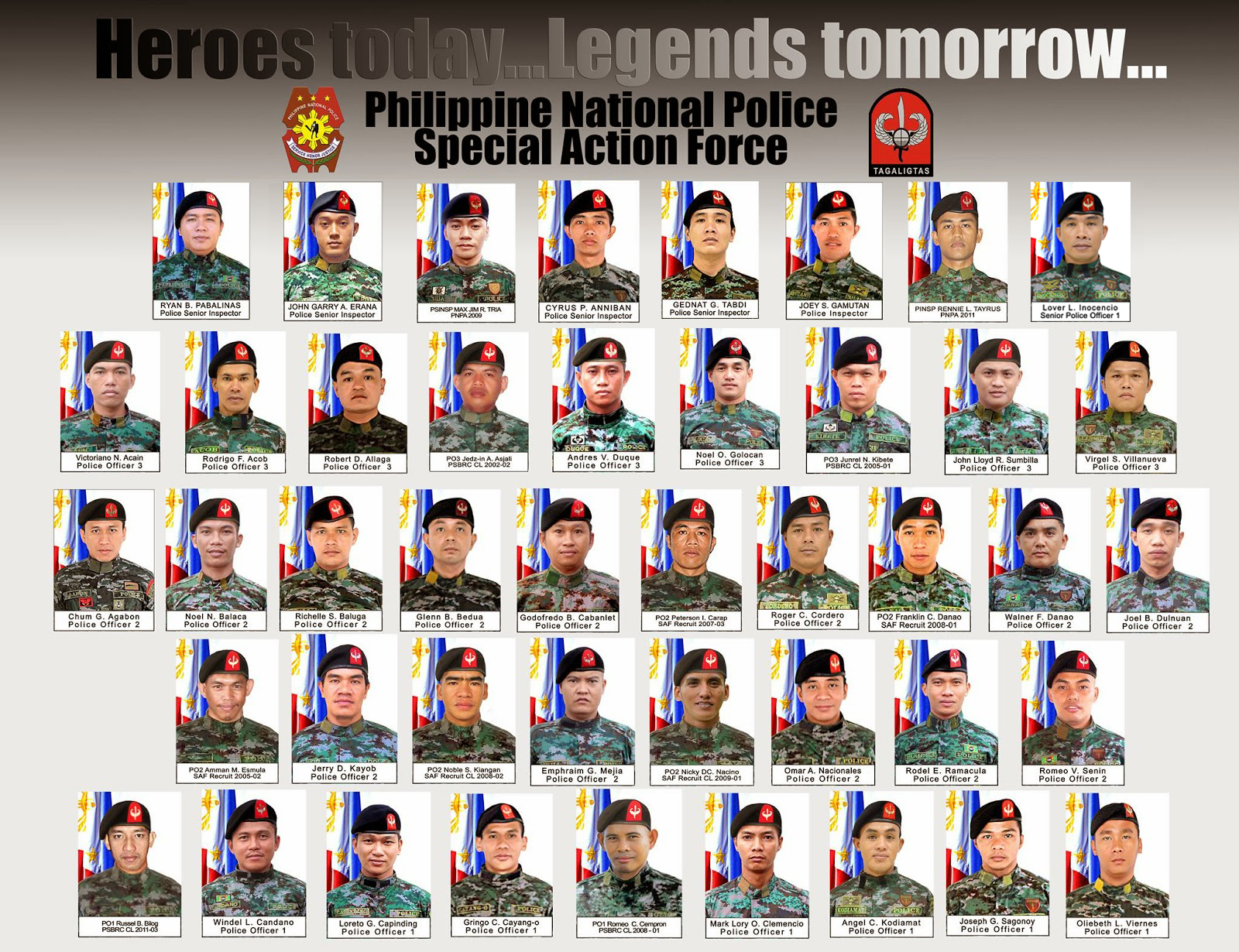
I ritratti dei 44 ufficiali di polizia che morirono nello scontro.

Lo scontro, durato un totale di quasi dodici ore, causò la morte di 44 membri della Special Action Force o SAF. I membri del SAF uccisi nel corso dello scontro divennero in seguito noti come i "44 caduti" (Fallen 44). L'incidente vide il più alto numero di perdite di forze dell'ordine filippino in una singola operazione.
La battaglia fra il SAF e le guerriglie divenne un trending topic su Twitter, così come l'hashtag #Fallen44, divenuto una tendenza mondiale per commemorare la morte dei membri delle forze speciali.

### United States Air Force
Secondo la testimonianza di un contadino del luogo, tra le caduti ci fu anche un soldato statunitense. Tuttavia, l'ambasciata statunitense negò qualsiasi forma di partecipazione del loro paese nello scontro tra le forze speciali filippine e le guerriglie.

### Moro Islamic Liberation Front
Il portavoce del MILF Mohagher Iqbal disse che 18 membri del gruppo furono uccisi nel corso dello scontro di Mamasapano, mentre 14 combattenti rimasero feriti.

### Obiettivi
Le due agenzie che cooperarono durante lo scontro, la Polizia Nazionale Filippina e la Federal Bureau of Investigation, confermarono il 4 febbraio 2015 che l'uomo ucciso nella capanna dalle truppe del SAF era effettivamente il terrorista malese Zulkifli Abdhir, noto anche come Marwan. Ciò fu confermato dai risultati positivi del test del DNA.

### Civili
Un gruppo Moro, chiamato Suara Bangsamoro, affermò in seguito all'evento che almeno 7 civili erano rimasti uccisi e altri 3 erano rimasti feriti per via dello scontro.

## Conseguenze
L'incidente causò lo spostamento interno di diverse centinaia di famiglie, timorose di possibili scontri continui.
Il presidente della Commissione del Senato per il Governo Locale, Ferdinand Marcos Jr., annunciò l'interruzione temporanea di qualsiasi udienza relativa al coinvolgimento di norme di sicurezza e della Legge fondamentale sul Bangsamoro (Bangsamoro Basic Law o BBL). Il Senatore Alan Peter Cayetano annunciò che la sua coalizione avrebbe ritirato il proprio appoggio alla Legge fondamentale sul Bangsamoro, mettendo a repentaglio i processi di pace con il MILF. Nonostante la sospensione delle udienze sul BBL da parte della Camera dei Rappresentanti, il suo portavoce Feliciano Belmonte (membro del Partito Liberale di Benigno Aquino III) dichiarò che la camera bassa avrebbe comunque mantenuto il proprio supporto alla legge, anche se ammise che i suoi sostenitori sarebbero diminuiti per via della strage di Mamasapano. Belmonte affermò inoltre che la legge sarebbe stata approvata in tempo, e che a differenza dei senatori Alan Peter Cayetano e JV Ejercito, i quali avevano pubblicamente ritirato il proprio supporto al BBL, nessun deputato aveva ancora fatto lo stesso.
Un video delle uccisioni di presunti membri del PNP-SAF fu caricato su YouTube e rimosso dopo breve tempo. Diverse persone che furono in grado di scaricare il video prima della sua rimozione caricarono il filmato su dei DVD, i quali furono successivamente venduti per le strade della capitale Manila. Il video fu inoltre caricato sul servizio di rete sociale Facebook e ampiamente diffuso.

### Accuse contro il governo filippino

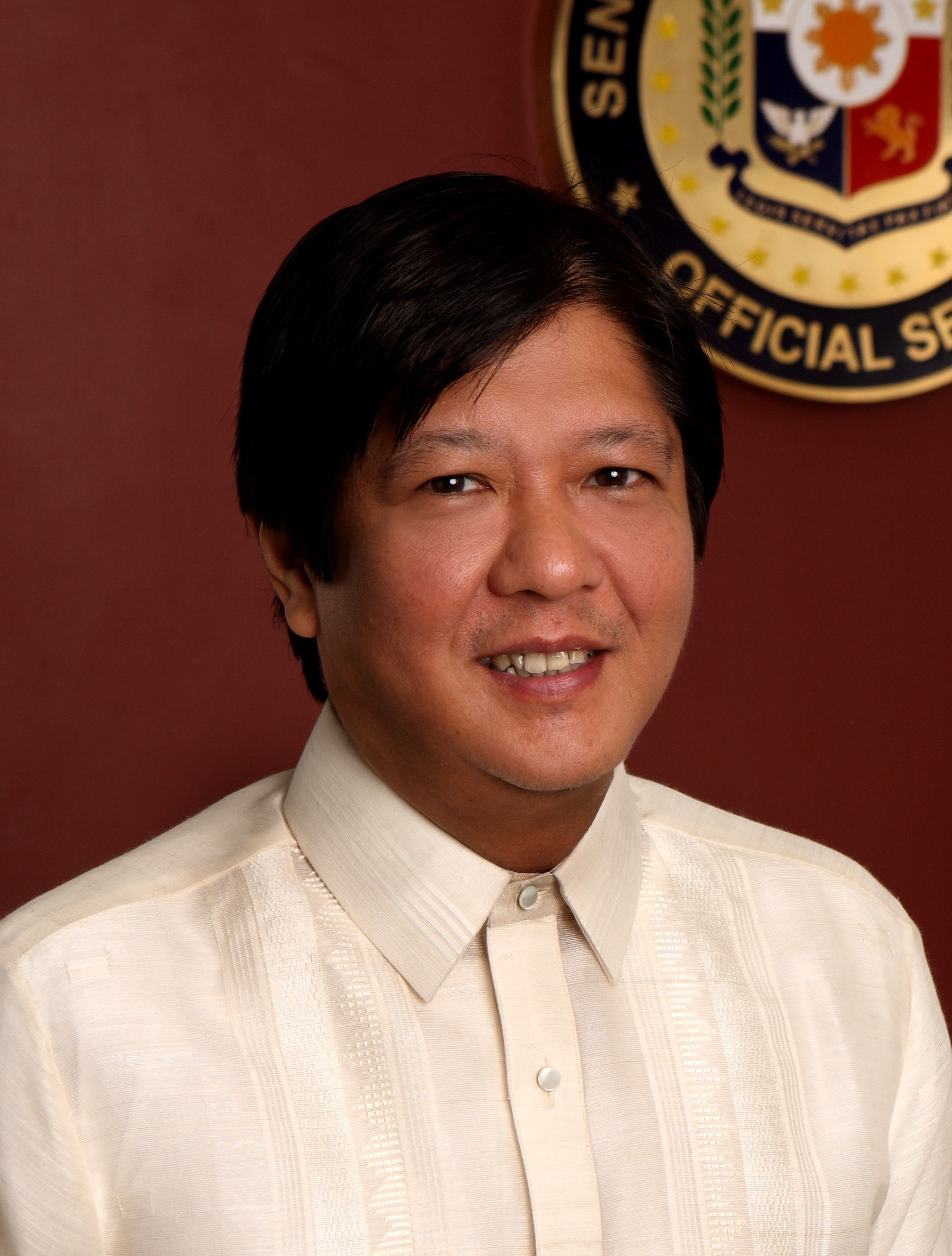
Il senatore Bongbong Marcos criticò fermamente il governo filippino, in particolare il presidente Benigno Aquino III, riguardo alla strage di Mamasapano.

La strage di Mamasapano destò impressione e profondo sdegno a livello nazionale e internazionale per via dell'elevato numero di poliziotti rimasti uccisi. La gestione della crisi da parte dell'amministrazione di Benigno Aquino III fu pesantemente criticata da un vasto numero di opinionisti e osservatori nazionali.
Critiche, incluse quelle provenienti dai sopravvissuti e dai parenti delle vittime, vedevano inoltre accusato il comportamento assunto dal Presidente filippino sia durante sia dopo l'incidente. In seguito alla strage, infatti, Aquino rifiutò fermamente di scusarsi dichiarando di non avere alcuna responsabilità riguardo l'accadimento e attribuendo invece la colpa al comandante delle forze speciali Getulio Napeñas. Aquino disse di non essere stato a conoscenza dell'Oplan Exodus, ma in seguito ciò fu screditato dalla testimonianza di Napeñas, il quale affermò che Aquino stesso sapeva della missione e che seguiva i suoi progressi da Zamboanga.
Nel mese di febbraio 2015, diversi gruppi di protestanti organizzarono una serie di manifestazioni contro il governo filippino per la gestione dell'incidente ritenuta inadeguata.
Il Senato organizzò una propria investigazione sull'incidente. Dei 24 senatori, 20 di essi firmarono un rapporto che vedeva Benigno Aquino III responsabile per la morte dei membri delle forze speciali.
Il comportamento negligente da parte del governo filippino fu criticato in particolare dal senatore Ferdinand "Bongbong" Marcos Jr., il quale accusò Benigno Aquino III di essere a conoscenza di ogni singolo dettaglio sull'Operation Exodus e definì il presidente filippino come la "chiave" per ottenere la verità sull'accaduto.
Nel giugno 2015, cinque mesi dopo la strage di Mamasapano, diversi familiari delle vittime criticarono nuovamente l'andamento delle investigazioni del governo, ritenuto da essi inconcludente e favorevole al MILF. Uno di essi espresse il proprio rimorso con le seguenti parole: «Sembra che (alle autorità del governo) non importi più nulla. Si sono dimenticati di ciò che è successo ai 44 caduti.» I parenti delle vittime criticarono anche l'insistenza del presidente Benigno Aquino III nel richiedere la rapida approvazione della legge fondamentale sul Bangsamoro, nonostante l'implicazione dei membri del MILF nella strage.

### La "versione alternativa"
Con l'approvazione del Bangsamoro Basic Law ancora incerta e in fase di stallo, nel mese di settembre il presidente Benigno Aquino III mise in dubbio l'uccisione di Marwan da parte dei membri del SAF, annunciando la possibile divulgazione di una "versione alternativa", secondo la quale il terrorista malese sarebbe stato freddato da un suo stesso collaboratore. Immediatamente dopo queste affermazioni, il gruppo del MILF, attraverso il loro portavoce Mohagher Iqbal, dichiarò che a uccidere Marwan era stato un loro membro, e non i poliziotti delle forze speciali. Tali teorie furono criticate dall'ex senatore Panfilo Lacson e dall'ex comandante del SAF Getulio Napeñas, i quali le definirono come "distorsione della verità". In particolare, Napeñas difese l'operato dei suoi uomini con queste parole:
Il senatore Ferdinand Marcos Jr. affermò invece che "la versione alternativa di Aquino era semplicemente una scusa per nascondere gli errori commessi dalla sua amministrazione". Circa una settimana dopo, a seguito della diffusione di fotografie che parevano testimoniare l'uccisione di Marwan da parte delle truppe del SAF, Aquino ritirò le sue parole, discreditando le teorie di una "verità alternativa".

## Commemorazioni
Il presidente delle Filippine Benigno Aquino III decretò il 30 gennaio 2015 come giornata di lutto nazionale per commemorare la morte degli agenti del PNP-SAF. Fu inoltre effettuata l'esposizione a mezz'asta della bandiera nazionale nel parco di Rizal.
Ad Angeles fu eretta una statua per commemorare i 44 membri delle forze speciali.
Il 5 marzo 2015, a 40 giorni esatti dalla strage di Mamasapano, fu svolta una messa al Santuario di Santa Teresa nella città di Pasay. Ad attendere ci furono diversi membri della Polizia Nazionale Filippina e dell'esercito, il capo delle Forze Armate Gregorio Pio Catapang e civili.

## Nella cultura di massa
La storia di due dei 44 membri delle forze speciali uccisi nella strage di Mamasapano fu narrata in due episodi speciali della serie antologica Maalaala Mo Kaya. Il primo episodio trattò la vita dell'agente Gary Erana, interpretato da Coco Martin, mentre il secondo narrò la storia dell'agente Rennie Tayrus, interpretato da Ejay Falcon.
Un episodio della serie Wish Ko Lang narrò invece la storia dell'agente John Lloyd Sumbilla, interpretato da Alden Richards. Le storie degli agenti Ephraim Meija e Nicky DC Nacino, impersonati rispettivamente da Dennis Trillo e Rocco Nacino, furono narrate in due distinte puntate della serie Magpakailanman.